# اشرسهایم
اشرسهایم (به آلمانی: Frankfurt-Eschersheim) یک منطقهٔ مسکونی در آلمان است که در فرانکفورت واقع شده‌است. اشرسهایم  ۱۴٬۶۹۳ نفر جمعیت دارد.